# 바람에 휘날려도
〈바람에 휘날려도〉(風に吹かれても 카제니후카레데모[*])는 일본의 여성 아이돌 그룹 케야키자카46의 다섯 번째 싱글이다.

## 개요
전작 〈불협화음〉에서 약 6개월만의 싱글이다.